# Mollisia erumpens
Mollisia erumpens är en svampart som först beskrevs av Robert Kaye Greville, och fick sitt nu gällande namn av William Phillips. Mollisia erumpens ingår i släktet Mollisia och familjen Dermateaceae.   Inga underarter finns listade i Catalogue of Life.